# Ben Hanowski
Benjamin Robert „Ben“ Hanowski (* 18. Oktober 1990 in Little Falls, Minnesota) ist ein ehemaliger US-amerikanischer Eishockeyspieler, der im Verlauf seiner aktiven Karriere zwischen 2009 und 2020 unter anderem 263 Spiele für die Augsburger Panther und Kölner Haie in der Deutschen Eishockey Liga (DEL) auf der Position des Flügelstürmers bestritten hat. Darüber hinaus absolvierte Hanowski weitere 16 Partien für die Calgary Flames in der National Hockey League (NHL).

## Karriere
Hanowski begann seine Karriere in der Saison 2005/06 bei der Eishockeymannschaft der Little Falls High School in der Schulliga des US-Bundesstaats Minnesota, wo er in vier Spielzeiten 405 Scorerpunkte erzielte. Zwischen 2009 und 2013 stand er für die Universitätsmannschaft der St. Cloud State University in der Western Collegiate Hockey Association (WCHA), die in den Spielbetrieb der National Collegiate Athletic Association (NCAA) eingegliedert ist, auf dem Eis und fungierte dort in den Spielzeiten 2011/12 und 2012/13 als Kapitän der Mannschaft.
Nachdem sich die National-Hockey-League-Organisation der Calgary Flames die Transferrechte von Hanowski sowie Kenny Agostino und ein Erstrunden-Wahlrecht im NHL Entry Draft 2013 im Rahmen eines Tauschgeschäftes mit den Pittsburgh Penguins, die im Gegenzug den langjährigen NHL-Spieler Jarome Iginla erhielten, gesichert hatte, unterschrieb Hanowski im April 2013 einen Vertrag bei den Flames. Wenige Tage später gab er im Spiel gegen die Minnesota Wild sein Debüt in der höchsten Spielklasse Nordamerikas, wobei dem Angreifer bei der 3:4-Niederlage auf Anhieb sein erster Torerfolg gelang. Die folgende Saison 2013/14 verbrachte der Linksschütze größtenteils beim Farmteam Abbotsford Heat in der American Hockey League (AHL) und kam lediglich zu elf Einsätzen für die Flames in der NHL. Im folgenden Jahr kam Hanowski dann ausschließlich in der AHL beim Nachfolger-Farmteam Adirondack Flames zum Einsatz.
Anschließend entschied der US-Amerikaner sich aufgrund mangelnder Perspektive in der NHL für einen Wechsel nach Europa, wo er sich den Augsburger Panthern aus der Deutschen Eishockey Liga (DEL) anschloss. Zur Saison 2017/18 wechselte Hanowski innerhalb der DEL zu den Kölner Haien, für die er bis März 2020 auflief. Anschließend beendete er seine aktive Karriere.

## Erfolge und Auszeichnungen
- 2011 WCHA All-Academic Team
- 2012 WCHA All-Academic Team
- 2013 WCHA All-Academic Team

## Karrierestatistik
(Legende zur Spielerstatistik: Sp oder GP = absolvierte Spiele; T oder G = erzielte Tore; V oder A = erzielte Assists; Pkt oder Pts = erzielte Scorerpunkte; SM oder PIM = erhaltene Strafminuten; +/− = Plus/Minus-Bilanz; PP = erzielte Überzahltore; SH = erzielte Unterzahltore; GW = erzielte Siegtore; 1 Play-downs/Relegation; Kursiv: Statistik nicht vollständig)